# Aeroportul Municipal Chico
Aeroportul Municipal Chico (IATA: CIC, ICAO: KCIC, FAA LID: CIC) este un aeroport din Chico⁠(d), Butte County⁠(d), California, Statele Unite ale Americii ce deservește zona Chico⁠(d). Aeroportul a fost tranzitat în 2019 de 18 pasageri. A fost numit după zona deservită.
Situat la o altitudine de 73 m, aeroportul dispune de 2 piste.

## Infrastructură

### Piste
Aeroportul dispune de 2 piste. Pista 13L/31R are suprafața de asfalt și dimensiunile 6.724 picioare × 150 picioare. Pista 13R/31L are suprafața de asfalt și dimensiunile 3.000 picioare × 60 picioare. 